# Застава Галиције и Лодомерије
Застава Галиције и Лодомерије је направљена 1772. године послије прве подјеле Пољске, када је настала и Краљевина Галиција и Лодомерија.

## Прва застава
Прва застава Галиције и Лодомерије је настале након што је Галиција и Лодомерија припојена Аустријском царству. Прва застава је била слична застави Буковине. На застави су биле двије хоризонталне боје (плава и црвена) по истом редослиједу, али су смањене и убачена је жута боја. Распоред боја је био сљедећи: плава, црвена и жута. Прва застава је кориштена од 1772. године.

## Друга застава
Друга застава Галиције и Лодомерије је кориштена до 1849. године. Тада је застава била као застава Буковине, јер је Буковина тада припадала Галицији. Она је била састављена од двије хоризонтално боје (плаве и црвене). Када је Буковина постала самостална покрајина у саставу Аустријског царства, застав Галиције и Лодомерије је постала застава Буковине. Послије тога је направљена трећа застава.

## Трећа застава
Трећа застава Галиције и Лодомерије је настале након што је Буковина постала самостална аутономна покрајина у саставу Аустријског царства. Дотадашња застава Галиције и Лодомерије је постала застава Буковине. Трећа застава је била слична застави Буковине. На застави су остале двије хоризонталне боје (плава и црвена), али само по другом редослиједу:црвена и плава. Друга застава је кориштена од 1849. године до 1890. године.

## Четврта застава
Четврта застава Галиције и Лодомерије је настала 1890. године. Застава је састављена од двије хоризонталне боје: црвене и бијеле. Застава је изгледала као данашња Застава Монака. Кориштена је од 1890. године све до краја Првог свјетског рата (1918), када је нестало Аустроугарске и Краљевине Галиције и Лодомерије.